# Yūichirō Umehara
Pour les articles homonymes, voir Umehara.
Yūichirō Umehara (梅原 裕一郎, Umehara Yūichirō), né le 8 mars 1991, est un seiyū japonais.

## Filmographie
(juin 2024).
Le contenu est difficilement compréhensible vu les erreurs de traduction, qui sont peut-être dues à l'utilisation d'un logiciel de traduction automatique.

### Animé
2014
- Brynhildr in the Darkness (professeur de maths, homme A, étudiant, homme, policier, ouvrier, homme Hekusen'yakuto)
- Chaika - La princesse du cercueil (Thug C)
- Magimoji Rurumo (Urata)
- Triton dans ma baignoire (Wakasa)
- Riddle Story of Devil (Étudiant de la boutique de fléchettes)
- Wolf Girl et Black Prince (Étudiant, greffier)
- Pédale Yowamushi (Public)

2015
- Logos Aquarion (Hayato Kujo)
- Cute High Earth Defense Club Love! (En Yufuin)
- Aperçu des foules de Gatchaman (Rhythm Suzuki)
- Makura no Danshi (Ryûshi Théodore Emori)
- Million Doll (Ryu-san)
- Mobile Suit Gundam : Orphelins de sang de fer (Eugene Sevenstark)
- Pokémon : XY (Orunisu)
- Séraphin de la fin : règne des vampires (René Simm)
- Séraphin de la Fin : Bataille de Nagoya (René Simm)
- Shōnen Hollywood -Holly Stage for 50- (Ami)
- Blanche-Neige aux cheveux roux (Mitsuhide Lowen)
- Jeune Black Jack (Kurō Hazama)

2016
- Amanchu ! (Makoto Ninomiya)
- Batterie (Kazuki Kaionji)
- Cute High Earth Defense Club LOVE! LOVE! (En Yufuin)
- Gate: Jieitai Kanochi nite, Kaku Tatakaeri - Enryuu-hen (Diabo)
- Girlish Number (Gojou Karasuma)
- Haruchika (collège) (ep 10)
- Magique★Kyun ! Renaissance (Teika Ichijoji)
- Blanche-Neige aux cheveux roux 2e saison (Mitsuhide Lowen)
- Masque de tigre W (Fujii Takuma)
- Trickster (Inoue Ryo)
- Masamune Datenicle (3e Seigneur Yoshihiro, Yoshihiro Date)

2017
- Enfants des baleines (Ouni)
- Chiruran : Nibun no Ichi (Nagakura Shinpachi)
- Salle de classe de l'élite (Manabu Horikita)
- Accord dynamique (Shinobu Kurosawa)
- Ikemen Sengoku : Toki o Kakeru ga Koi wa Hajimaranai (Shingen Takeda)
- Juni Taisen (Ushii/Eiji Kashii)
- Kabukibu ! (Tonbo Murase)
- Karada Sagashi (Sugimoto Kenji)
- Kino's Journey -the Beautiful World- la série animée (Shizu)
- Un ours polaire amoureux (Polar Bear)
- Rage of Bahamut: Virgin Soul (Charioce XVII)
- Robomasters : la série animée (Tei)
- Sengoku Night Blood (Rendez-vous Masamune)
- Star-Myu 2 (Ren Kitahara)
- The IDOLM@STER SideM (Kyoji Takajo)
- Tsukipro l'animation (Dai Murase)
- Sifflet! (SUR UN) (Ryoichi Tenjo)

2018
- Amanchu ! Avance (Makoto Ninomiya)
- Asa Da Yo! Kaishain (Kaibura Kai)
- Black Clover (Mars)
- Caligula (Izuru Minezawa)
- Capitaine Tsubasa (2018) (Ken Wakashimazu)
- Dame×Prince (Vino von Ronzado)
- Chéri dans le Franxx (Goro)
- Baby-sitters Gakuen (Hayato Kamitani)
- Gintama : Shirogane no Tamashii-hen (Enshou)
- Tueur de gobelins (Tueur de gobelins)
- Hakyū Hōshin Engi (Igo)
- Dernier espoir (Jay Yoon)
- La légende des héros galactiques : Die Neue These - Kaikou (Siegfried Kircheis)
- Mobile Suit Gundam Récit (Zoltan Akkanen)
- Planète avec (Hideo Torai)
- Sword Gai L'animation (Ichijou Seiya)
- Tada ne tombe jamais amoureux (Sugimoto Hajime)
- Le iDOLM@STER SideM : WakeAtte Mini ! (Kyoji Takajo)
- Les Mille Mousquetaires (Ieyasu)
- Uchū no Hō : Reimei-hen (Alpha)

2019
- As de Diamant Acte II (Soiichiro Mima)
- Ahiru no Sora (Shigenobu Yakuma)
- Héros prudent : le héros est surpuissant mais trop prudent (Seiya Ryuuguuin)
- Crayon Shin-chan (Ikemen)
- Étoiles de l'Ensemble ! (Keito Hasumi)
- Fire Force (Tōjō)[1]
- Fragtime (OVA) (à confirmer)
- Kimi dake ni Motetainda (Shun Gotōda)
- Meiji Tokyo Renka (Ozaki Kouyou)
- One-Punch Man (Kuroi Sēshi) (Épisode 22)
- RobiHachi (Prince Chamechamecha) (Épisode 7)
- Stand My Heroes: Fragment de vérité (Miyase Gou)
- Star-Myu 3 (Ren Kitahara)
- La Légende des Héros Galactiques : Die Neue These - Seiran (Siegfried Kircheis)
- Tsukipro l'animation 2e saison (Dai Murase)
- ZENONZARD L'Animation (Cendre Claude)

2020
- Akudama Drive (Coursier)[2]
- Ascendance of a Bookworm (Damuel Matthias)
- Fruits Basket 2e saison (Kureno Souma)
- Goblin Slayer: Couronne de gobelin (Goblin Slayer)
- Golden Kamuy (Vasily)[3]
- Kapibara-san (narrateur, gardien de zoo)[4]
- Pilleur (Jail Murdoch)[5]
- Shadowverse (Kiriyama Shirō)
- Uchitama ? ! As-tu vu mon Tama ? (Kuro Mikawa)[6]
- Bureau du détective Woodpecker (Sakutarō Hagiwara)[7]
- Toilet-Bound Hanako-kun (le béguin secret / personnage secondaire de Nene)

2021
- 2.43: Seiin High School Boys Volleyball Team (Misao Aoki)[8]
- Heaven's Design Team (Kimura)[9]
- Hetalia : Étoiles mondiales (Portugal)[10]
- Invasion de grande hauteur (masque de tireur d'élite)[11]
- Hortensia Saga (Dégivrage Danois)[12]
- I-Chu : à mi-chemin de l'idole (Lucas)[13]
- JoJo's Bizarre Adventure: Stone Ocean (Weather Report)[14]
- Faisons aussi une tasse (Tomonari Kusano)[15]
- My Hero Academia: World Heroes' Mission (Shidero)[16]
- Seven Knights Revolution: Héros Successeur (Gales)[17]
- Stars du skate (Izumi Himekawa)[18]
- So I'm a Spider, So What? (Balto Phtalo)[19]
- SSSS. Dynazenon (Koyomi Yamanaka)[20]
- The Saint's Magic Power Is Omnipotent (Erhart Hawke)[21]
- The Slime Diaries: Cette fois, je me suis réincarné en Slime (Zegion)
- Mashiro no oto (Seiryū Kamiki)[22]
- Tsukipro l'animation 2e saison (Dai Murase)
- Les mots bouillonnent comme des sodas (Toughboy)[23]

2022
- Aoashi (Haruhisa Kuribayashi)[24]
- Bleach: Thousand-Year Blood War (Jugram Haschwalth)[25]
- Salle de classe de l'élite 2e saison (Manabu Horikita)
- Echigo Bafuku (Sawatari)[26]
- Je suis la méchante, alors j'apprivoise le boss final (Claude Jean Ellmeyer)[27]
- Mlle Kuroitsu du département de développement des monstres (professeur Sadamaki)[28]
- Mon maître n'a pas de queue (Rakuda)[29]
- Tirer! Objectif pour l'avenir (Atsushi Kamiya)[30]
- Contes de Luminaria -Le carrefour fatidique- (August Wallenstein)[31]

2023
- Sekido (clone de Hantengu) dans kimetsu no yaiba
- Oujo to Banken-kun : Keiya Uto
- High Card : Vijay Kumar

2024
- Suicide Squad Isekai : Joker[32]
- Nina du royaume aux étoiles : Prince Azur

2025
- The Shiunji Family Children : Arata Shiunji[33]

### Jeu vidéo
2017
- Akane-sasu Sekai de Kimi à Utau (Ono no Imoko)
- Kingdom Hearts HD 2.8 Prologue du chapitre final (Ira)
- Hana Oboro : Sengoku Den Ranki (Hashiba Hideyoshi)
- L'IDOLM@STER SideM EN DIRECT SUR ST@GE ! (Kyoji Takajo)
- Sengoku Night Blood (Rendez-vous Masamune)
- SENSIL (Sakuraba Shion)
- Shiro à Kuro no Alice (pluie)
- Projet de chat blanc (Liam)
- Gakuen Club ~ Himitsu no Nightclub ~ PSVita (Kamiki Renji)
- Chers mes Magicalboys (Niki Mugendo)
- Kimi à Kiri no Labyrinth (Hishikawa Hodaka)
- Grands Invocateurs (Vox)
- Fire Emblem Heroes (Luke, Raven)

2018
- Majestueux ☆ Majolique (Jaspe Béryl)
- Shiro à Kuro no Alice -Twilight Line- (Pluie)
- Senjyushi : Les Mille Nobles Mousquetaires (Ieyasu)
- Serviteur des trônes (Phiet Crestan)
- Caligula exagère (Izuru Minezawa)
- Collection de rêves ~Mukanshu~ (Seika)
- Accord dynamique JAM&amp;JOIN ! ! ! ! (Kurosawa Shinobu)
- Kannagi no Mori (Nishina Nao)
- Quiz Magical Academy (Mystérieux Mage Noir)
- Yoake no Bel Canto (Astoria Bragium, Aunaus Ryuusu)
- Tiret! (Lucas)
- DYNAMIC CHORD avec apple-polisher édition V (Kurosawa Shinobu)
- Drame vocal Dekiai × Danshi de Berry (Takabata Ibuki)
- Puzzle Café (Hiruma Seiki)
- Koutetsujou no Kabaneri -ran- (Chihiro)
- Yeux de Tlicolity (Mochizuki Yousuke)
- Ikemen Sengoku Toki ou kakeru Koi -Aratanaru Deai- (Takeda Shingen)
- Alchemia Story (Shizu) (événement de collaboration avec Kino's Journey)
- Donjon éternel (Hijikata Toshizo
- Danmachi ~Memoria Friese~ (Shizu) (Événement de collaboration avec Kino's Journey)
- Résistance Shinen (Volker)
- Meiji Tokyo Renka -Haikara Date- (Ozaki Kouyou)
- Ayakashi Koi Mekuri (Gin'No Jou)
- Strates ordinales (Reinhardt)
- Octopath Traveler (Cyrus Albright)
- Black Clover : Quartet Knights (Mars)
- Journées Seikimatsu : la fin de notre ère (Toya Isui, Kusanagi Goshou)
- 23/7 (George A. Custer)
- Héros de la fin du monde (Raijo Shigure)
- Valkyrie Anatomia: The Origin (Goblin Slayer) (événement de collaboration avec Goblin Slayer)

2019
- ZENONZARD (Cendre Claude)
- BROWNDUST (Aaron)
- Dragon marqué pour la mort (Guerrier)
- Kingdom Hearts III (Ira)
- Criminal Girls X (protagoniste masculin)
- DRAGALIA LOST (Prométhée)
- Caligula -OVERDOSE- (Édition Nintendo Switch) (Izuru Minezawa)
- RELEASE THE SPYCE parfum secret (Mme. Chocolatier)
- Grands Invocateurs (Goblin Slayer : Événement de collaboration avec Goblin Slayer), (Vox)
- Tlicolity Eyes - showtime scintillant - (Mochizuki Yousuke)
- Chers mes garçons magiques (Nintendo Switch Edition) (Niki Mugendo)
- Balance de Précatus (Claudio)
- Graffiti Smash (Calme)
- Toraware no Palm (Édition Nintendo Switch) (Haruto Kisaragi)
- Ken Ga Toki (Shakushain)
- Défilé des palettes (El Greco)
- Gensou Kissa Enchanté (Canus Espada)
- Guerre des Visions : Final Fantasy Brave Exvius (Sterne Leonis)
- Gensou Maneji (Serge)
- Sakura Wars (Xiaolong Yang)
- Gunvolt Chronicles : Luminous Avenger iX (Dystnine)
- Disney Twisted Wonderland (Leona Kingscholar)
- Kaikan♥Phrase -CLIMAX- (Noah Walker)
- Kannagi no Mori Satsuki Ame Tsuzuri (Nishina Nao)
- Le roi des combattants '98 (Goblin Slayer : événement de collaboration avec Goblin Slayer)
- Goblin Slayer -THE ENDLESS REVENGE- (Goblin Slayer)

- Birushana Senki ~Genpei Hikamu Sou~ (Musashibou Benkei)
- Garçons du vent (Hanashiro Seriya)
- Digimon ReArise (Hackmon)[34]
- Étoiles de l'Ensemble ! ! Basique/Musique (Keito Hasumi)
- Disney: Twisted-Wonderland (Leona Kingscholar)
- Scène I★Chu Étoile (Lucas)
- Bleach: Brave Souls (Jugram Haschwalth)
- JACKJEANNE (Einishi Rokurou)
- Étoile Hyakka Ryouran Sengoku (Tenkabito)
- Miya no Kei -Palace Trick- (Empereur Bo Hokukou)
- OVERLORD : MASSE POUR LES MORTS (Ryuuguuin Seiya : Événement de collaboration avec Cautious Hero)
- Flipper du monde (Educeus)
- Royaume des héros saison 2 : Le Roi Brisé (Osric)
- Touken Ranbu (Ochidori Jyumonjiyari)
- Mitra Sphere (voix de Prince)

2021
- Monster Hunter Rise (Marchand Kagero)
- Restauration Meiji Tensho Keru Koi (Ōkubo Toshimichi)
- Valkyrie Connect (Takamimusubi, Sauveur Dis)
- Labyrinthe de Londres (Globley)
- Octopath Traveler : Champions du continent (Cyrus)
- Nekopara - Catboys Paradise (Sauge)
- Héros des Trois Royaumes, RPG des Trois Royaumes (Hua Xiong, Gan Ning, Taishi Ci)
- Les STARS EN CROISSANCE d'IDOLM@STER SideM (Kyoji Takajo)
- Folie profonde : Asile (Wu Innominatus)
- The Legend of Heroes: Trails (Kasim Al-Fayed)
- Ma prochaine vie de méchante : tous les chemins mènent à la mort ! ~Le pirate qui invoque des ennuis~ (Albert)
- Code Geass : Genesic Re;Code (Hijikata Tochizou)
- Tarot Boys : 22 apprentis diseurs de bonne aventure (Ein Baphomet)
- Dragon Quest X : Héros des étoiles célestes (Hakuou)
- Ragnador : Ayashiki Koutei à Shuuen no Yashahime (Ginko)
- Pokémon Masters EX (Darach)
- Contes de Luminaria (August Wallenstein)

2022
- Birushana Senki ~Ichijuu no Kaze~ ( Musashibou Benkei )
- Photographie sentimentale (Saijou Mamoru)
- Conte radieux (Paschalia)[35]
- Golf de Shironeko (Liam)[36]
- Grande Saga (Kaito)[37]
- Dream Meister et la fée noire rappelée (Kuchen)[38]
- Shadowverse (Magna Zero)[39]
- Genshin Impact (Alhaitham)

### Doublage

#### Action en direct
- Le but d'un chien (adolescent Ethan Montgomery)[40]
- Chair de poule (Zach Cooper)[41]
- School of Rock (Freddie) (épisode 1 et 2 puis retour à partir de l'épisode 12)[42]
- Spirale (détective William Schenk)[43]
- Inoublié (Tyler Da Silva)[44]
- Vallée du Boum (Marc Andreessen)[45]

#### Animation
- Guerriers les plus courageux (Daniel "Danny" Vasquez)[46]
- Love, Death & Robots (Vendeur) (Épisode 12)
- Coccinelle Miraculeuse (Luka Couffaine)